# Loudetia echinulata
Loudetia echinulata är en gräsart som beskrevs av Charles Edward Hubbard. Loudetia echinulata ingår i släktet Loudetia och familjen gräs. Inga underarter finns listade i Catalogue of Life.